# 尖吻深海鰩
尖吻深海鰩（學名：Bathyraja shuntovi），為軟骨魚綱鰩目單鰭鰩科深海鰩屬的一種，以維亞切斯拉夫·P·順托夫（Vyacheslav P. Shuntov）的名字命名，他是符拉迪沃斯托克太平洋科學漁業和海洋學中心研究所的首席科學家。分布於西南太平洋紐西蘭海域，深度300至1400公尺，本魚體色深褐色至灰色，幼魚背部佈滿小刺，成年個體身體光滑、纖細，吻部細長，體長可達140公分，棲息在大陸坡沙泥底質海域，為深海底棲性魚類，卵生，雌魚會產下有角的卵囊，通常成對出現，幼魚可能跟會隨大的個體，屬肉食性，生活習性不明。